# Æresgjesten
Æresgjesten er en norsk film fra 1919, som regnes som tabt.
Det blev tidligere antaget at filmen ikke havde været vist offentligt, men man har fundet bevis for at den blev vist på Hamar i 1919.

## Handling
Generalkonsulen vil have at Klara James skal gifte sig med en greve, men vedkommende viser sig at skjule noget som myndighederne ikke kan lide.

## Rolleliste
- Esben Lykke-Seest - Edvard
- Arthur Barking - Frank
- Helen Storm - Klara James
- Hans Ingi Hedemark - Robert
- Oscar Amundsen - Greven